# Гердау
Гердау (нем. Gerdau) — община в Германии, в земле Нижняя Саксония.
Входит в состав района Ильцен. Подчиняется управлению Зудербург. Население составляет 1548 человек (на 31 декабря 2010 года). Занимает площадь 37,97 км².
Коммуна подразделяется на 6 сельских округов.